# Olga Wsewolodowna Iwinskaja

Olga Wsewolodowna Iwinskaja

Olga Wsewolodowna Iwinskaja (russisch Ольга Всеволодовна Ивинская, englische Transkription Olga Ivinskaya; * 16. Juni 1912 in Tambow; † 8. September 1995 in Moskau) war eine russische Schriftstellerin und die Geliebte von Boris Pasternak und die Inspiration für den Charakter der Lara in Pasternaks Roman Doktor Schiwago.

## Frühes Leben
Iwinskaja, teils deutsch-polnischer Abstammung, wurde in der Provinz, in Tambow, als Tochter eines Lehrers geboren. Im Jahr 1915 zog die Familie nach Moskau. Nach Abschluss des „Moskauer Instituts für Redaktionsangestellte“ (Московский институт редакционных работников) 1936 arbeitete sie als Redakteurin bei verschiedenen Literaturzeitschriften. Sie war seit ihrer Jugend eine Bewunderin Pasternaks und nahm an literarischen Veranstaltungen teil, um seiner Poesie zu lauschen. Sie heiratete zweimal. Ihre erste Ehe ging sie 1936 mit Iwan Wassiljewitsch Jemeljanow ein, der sich 1939 erhängte. Er war der Vater ihrer Tochter Irina Iwanowna Jemeljanowa (* 1938), die ebenfalls Schriftstellerin wurde. Die zweite Ehe ging Iwinskaja 1941 mit Alexander Petrowitsch Winogradow ein, der während des Deutsch-Sowjetischen Krieges getötet wurde. Aus dieser Ehe ging der Sohn Dimitri Winogradow (1942–2004) hervor.

## Beziehung mit Pasternak
Sie begegnete Boris Pasternak im Oktober 1946 in der Redaktion von Nowy Mir, wo sie in der Abteilung arbeitete, die zuständig für neue Autoren war. Sie blieb bis zu seinem Tod mit ihm zusammen, obwohl er sich weigerte, seine Frau zu verlassen. Anfang 1948 bat er sie, Nowy Mir zu verlassen, da dort ihre Position aufgrund ihrer Beziehung schwierig geworden war. Sie übernahm die Rolle seiner Sekretärin. Sie war die inspirative Vorlage für „Lara“, die Heldin in Doktor Schiwago. Im Juli 1950 wurde sie als „Komplizin eines Spions“ verhaftet und zu fünf Jahren in einem Arbeitslager verurteilte. Dies war ein Versuch, Pasternaks Schriften zu unterdrücken, da diese das sowjetische System kritisierten. Zu dieser Zeit war Iwinskaja von Pasternak schwanger und erlitt eine Fehlgeburt. Sie wurde nach dem Tod Stalins 1953 freigelassen. Das Buch erschien 1957 in Italien bei Feltrinelli, Iwinskaja übernahm alle Verhandlungen in Pasternaks Namen.

## Die letzten Jahre
Nach Pasternaks Tod 1960 wurde Iwinskaja ein zweites Mal verhaftet, zusammen mit ihrer Tochter. Ihr wurde vorgeworfen, Pasternaks Verbindung zu westlichen Verlagen gewesen zu sein, um harte Währung für Doktor Schiwago zu erhalten. Die sowjetische Regierung ließ Irina 1962 nach einem Jahr frei und Olga im Jahr 1964. Sie saß vier der acht Jahre Haftstrafe ab, zu denen sie verurteilt worden war, offenbar um sie für ihre Beziehung zu bestrafen. Im Jahre 1978 wurden in Paris ihre Memoiren in russischer Sprache veröffentlicht und unter dem Titel A Captive of Time (Gefangene der Zeit) ins Englische übersetzt. Olga Iwinskaja wurde 1988 unter Gorbatschow rehabilitiert. Alle Briefe Pasternaks an sie und andere Schriften und Dokumente wurden vom KGB im Zuge ihrer letzten Verhaftung beschlagnahmt. Sie verbrachte mehrere Jahre mit Rechtsstreitigkeiten bei dem Versuch, sie zurückzugewinnen. Dabei wurde sie von Natalja, Pasternaks Schwiegertochter, behindert. Das Russische Oberste Gericht beendete die Rechtsstreitigkeiten und begründete das Urteil gegen sie damit, dass „es keinen Nachweis des Eigentums“ gäbe und die „Papiere sollten so im Archiv verbleiben“.
Sie starb im Jahr 1995 an Krebs. Ein Reporter auf NTV verglich Frau Iwinskajas Rolle mit der anderer berühmter Musen russischer Schriftsteller:

“As Pushkin would not be complete without Anna Kern, and Yesenin would be nothing without Isadora, so Pasternak would not be Pasternak without Olga Ivinskaya, who was his inspiration for ‘Doctor Zhivago.’”

„So wie Puschkin nicht vollkommen gewesen wäre ohne Anna Kern und Yesenin nichts ohne Isadora geworden wäre, so wäre Pasternak nicht Pasternak gewesen ohne Olga Iwinskaja, die seine Inspiration für ‚Doktor Schiwago‘ gewesen ist.“

## Werke
- Olga Iwinskaja: Lara: Meine Zeit mit Pasternak (Originaltitel: В плену времени – V plenu vremeni, übersetzt von Heddy Pross-Weerth und (Gedichte) von Elisabeth Kottmeier), Hoffmann und Campe, Hamburg 1978, ISBN 3-455-03643-0 (englisch: A Captive of Time: My Years with Pasternak ISBN 0-00-262847-3).
- Das Familienarchiv von Olga Iwinskaja wird im Archiv der Forschungsstelle Osteuropa an der Universität Bremen aufbewahrt. Es beinhaltet u. a. Archivmaterialien ihrer Tochter Irina Emeljanowa und ihres Sohnes Dmitrij Winogradow.